# Simone Schulze
Simone Schulze (* 7. Juli 1963 in Schmölln) ist eine deutsche Politikerin (CDU) und war von 2014 bis 2019 Mitglied des Thüringer Landtags.

## Ausbildung und Beruf
Schulze schloss 1982 eine Ausbildung als Wirtschaftskaufmann ab und arbeitete danach von 1982 bis 1983 in der Hauptbuchhaltung des VEB ORWO-Plast Schmölln, nach einem Erziehungsurlaub ab 1986 beim VEB Polstermöbel Leipzig. 1994/95 absolvierte sie eine kaufmännische EDV-Weiterbildung. Von 1995 bis 1996 arbeitete sie für UPS, danach als Angestellte in einer Bäckerei und im Einzelhandel, wo sie von 2000 bis 2002 als Marktleiterin fungierte. 2003 machte sie sich mit Büro- und Vertriebsdienstleistungen selbstständig. Daneben arbeitete sie von 2004 bis 2006 und von 2009 bis 2014 im Abgeordnetenbüro von Fritz Schröter.

## Politischer Werdegang
Seit 2004 gehört Simone Schulze der CDU an. Sie ist unter anderem Stadträtin in Schmölln und Mitglied des CDU-Kreisvorstandes Altenburger Land. Bei der Landtagswahl in Thüringen 2014 gewann sie für die CDU das Direktmandat im Wahlkreis Altenburger Land I und zog somit in den Thüringer Landtag ein.